# Henri Werling
Henri (auch Heinrich) Werling (* 14. Dezember 1879 in Luxemburg-Stadt; † 22. Februar 1961 in Esna (Estnische SSR, Gemeinde Kareda)) war Jesuit, Pfarrer und Apostolischer Administrator ad interim für Estland.
Henri Werling, zum Priester geweiht am 25. August 1912, kam im Jahr 1923 nach Estland. Die dortige Römisch-katholische Kirche bestand damals nur aus zwei Pfarreien in Tallinn (Reval) und Tartu (Dorpat), welche trotz der Unabhängigkeit Estlands zum lettischen Erzbistum Riga gehörten. Der damalige Apostolische Delegat für Estland, Erzbischof Antonino Zecchini SJ, strukturierte hinsichtlich der Einrichtung einer Apostolischen Administratur für Estland die Seelsorge neu und ernannte Henri Werling zum Pfarrer in Tartu. Dort entwickelte er eine segensreiche Tätigkeit, welche zu einer stetig wachsenden und anerkennenden Gleichstellung der Katholischen Kirche in Estland führte. Am 13. Februar 1928 veröffentlichte Henri Werling mit Säravad Tähed (dt. Leuchtende Sterne) erstmals eine katholische Zeitschrift in estnischer Sprache.
Nachdem Eduard Profittlich SJ, bisher Pfarrer in Tallinn, am 13. Mai 1931 zum neuen Apostolischen Administrator für Estland ernannt worden war, übernahm Henri Werling die Pfarrei St. Peter und Paul in der Hauptstadt, wo er ebenso ein überaus großes Engagement zeigte. Immer mehr begann sich auch die estnische Öffentlichkeit für die Katholische Kirche zu interessieren, dabei wurden vor allem die Gottesdienste mit ihren nunmehr estnischsprachigen Predigten auch von Andersgläubigen gerne besucht.
Nach weiteren Jahren fruchtbarer Arbeit in Estland kam es ab September 1939 in der Folge des Hitler-Stalin-Paktes zu einer massiven Einengung der Arbeit der Katholischen Kirche, wobei mit der gewaltsamen Annexion Estlands durch die Sowjetunion am 17. Juni 1940 schließlich auch die sowjetischen Religionsgesetze geltend gemacht und mit administrativen Zwangsmaßnahmen durchgesetzt wurden. Der Heilige Stuhl schätzte die Gefahr für den inzwischen zum Erzbischof geweihten Apostolischen Administrator Eduard Profittlich so hoch ein, dass er am 14. Januar 1941 Henri Werling zum Apostolischen Administrator für Estland ad interim für den Fall ernannte, dass der rechtmäßige Oberhirte sein Amt nicht mehr ausüben kann. Als dieser Fall schließlich mit der Verhaftung des Erzbischofes am 27. Juni 1941 eintrat, übernahm Henri Werling die Jurisdiktion über die Apostolische Administratur.
Am 15. August 1945 wurde Henri Werling im weiteren Verlauf der sowjetischen Annexion Estlands selbst deportiert, wobei es zu einer Unterbrechung der kirchlichen Jurisdiktion in Estland kam, welche bis zum 15. April 1992 andauern sollte. Erst zu diesem Zeitpunkt konnte mit Erzbischof Justo Mullor García wieder ein Apostolischer Administrator ernannt werden.
Erst im Jahr 1954 konnte Henri Werling vom Ort seiner Gefangenschaft unter strengen Auflagen und dem Verbot der Ausübung seiner priesterlichen Funktionen nach Estland zurückkehren. Seinen Wohnsitz nahm er nun in Esna, wo er zusammen mit einem Mitbruder aus der Gesellschaft Jesu wohnte. In der Tauwetter-Periode unter Nikita Chruschtschow wurde es ihm wieder gestattet, als Priester tätig zu sein, was er, solange es ihm seine durch die lange Haftzeit angeschlagene Gesundheit erlaubte, gerne wahrnahm.
Henri Werling starb am 22. Februar 1961 in Esna. Zu diesem Zeitpunkt konnte er nicht wissen, dass der nach Kirow verschleppte Erzbischof Eduard Profittlich auf den Tag genau 19 Jahre eher den Tod gefunden hatte. Das Grab von Henri Werling befindet sich auf dem Friedhof Liiva in Tallinn.
| Personendaten    | Personendaten                                                                     |
| ---------------- | --------------------------------------------------------------------------------- |
| NAME             | Werling, Henri                                                                    |
| ALTERNATIVNAMEN  | Werling, Heinrich                                                                 |
| KURZBESCHREIBUNG | luxemburgischer Geistlicher, Apostolischer Administrator (ad interim) für Estland |
| GEBURTSDATUM     | 14. Dezember 1879                                                                 |
| GEBURTSORT       | Luxemburg-Stadt                                                                   |
| STERBEDATUM      | 22. Februar 1961                                                                  |
| STERBEORT        | Esna, Estnische SSR                                                               |